# Bombardierung von Greytown

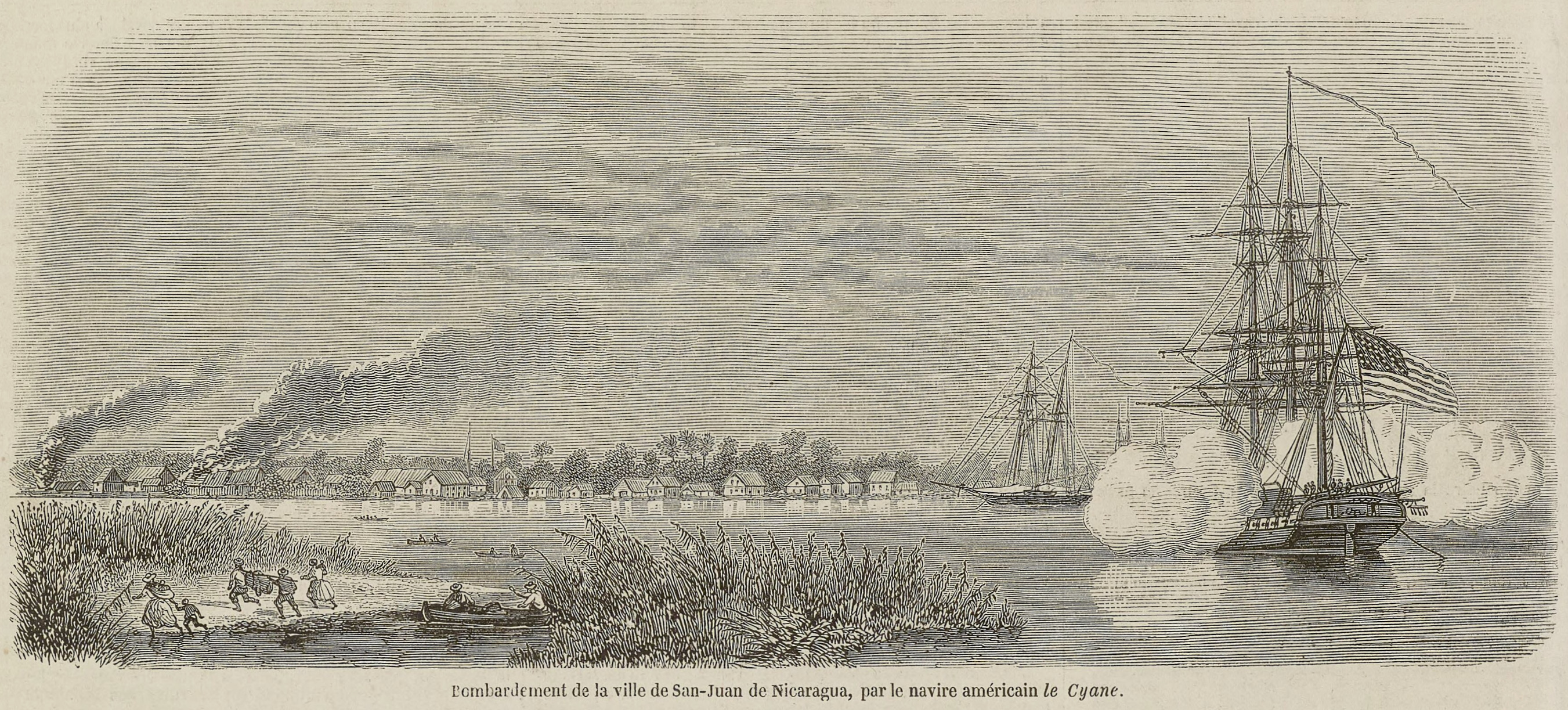
Bombardierung von Greytown durch die USS Cyane

Während der Bombardierung von Greytown am 13. Juli 1854 wurde die nicaraguanische Kleinstadt Greytown (span.: San Juan del Norte) durch Beschuss des US-amerikanischen Kriegsschiffes USS Cyane vollständig zerstört. Anlass für die Bombardierung war die Verhaftung eines US-Staatsbürgers. Es ist die erste Bombardierung einer nicht befestigten Küstenstadt, die international eindeutig als Kriegsgräuel verurteilt wurde.

## Hintergrund
Die etwa 500 Einwohner zählende Stadt Greytown (heute San Juan de Nicaragua) lag an einer der wichtigsten Handelsrouten zwischen Atlantik und Pazifik. In der Stadt hatten sich unter anderem zahlreiche englische und amerikanische Händler niedergelassen.
Am 15. März 1854 rammte das unter US-amerikanischer Flagge fahrende Schiff Routh auf dem Río San Juan ein nicaraguanisches Kanu, wodurch dieses unterging und ein Nicaraguaner getötet wurde. Die Polizei von Greytown nahm den Kapitän des US-Schiffes fest, wogegen einer der an Bord der Routh befindlichen Gäste, der US-Botschafter Solon Borland, opponierte. Eine aufgebrachte Menge verletzte Solon Borland. Die US-Regierung verlangte eine großzügig kalkulierte Entschädigung von 24.000 USD. Für den Fall, dass die Forderung nicht binnen 24 Stunden erfüllt werde, wurde mit der Zerstörung von Greytown gedroht.
Am 13. Juli 1854 beschoss die USS Cyane Greytown und zerstörte etwa 80 Häuser vollständig. Der Befehlshaber des US-amerikanischen Kriegsschiffes, Commander Hollins, entsandte nach dem Bombardement Marineinfanteristen an Land, um die unzerstört gebliebenen Häuser anzuzünden. Tote waren durch das Bombardement nicht zu beklagen, da die vorgewarnten Einwohner der Stadt zuvor in die umliegenden Wälder geflohen waren.

## Reaktionen auf das Bombardement
Gegen das Bombardement protestierte bereits der Kommandant des ebenfalls in der Bucht von Greytown liegenden britischen Kriegsschiffes HMS Bermuda, der den Kommandanten des amerikanischen Kriegsschiffes, Commander Hollins, unter anderem schriftlich darauf hinwies, dass die Einwohner von Greytown dem Bombardement schutzlos gegenüberständen. Er nannte die Bombardierung ein Vorgehen „without precedent among civilized nations“ (beispiellos zwischen zivilisierten Staaten). Commander Hollins wies dagegen darauf hin, dass das Vorgehen gegenüber der Stadt angemessen sei, da die Stadt Züge eines Piratennestes habe. Die US-amerikanische Presse reagierte ähnlich wie der britische Kommandant und verurteilte die Bombardierung als mutwillige Zerstörung einer wehrlosen Stadt. In ähnlicher Form reagierten ausländische Regierungen, die zum Teil sehr scharfe Protestnoten an die US-Regierung sandten. Der US-amerikanische Präsident Franklin Pierce nahm deshalb am 4. Dezember in seiner jährlichen Ansprache ausführlich zu dem Vorfall Stellung, verteidigte aber den Angriff, indem er Greytown ein aggressives Piratennest nannte.
Zu einer völkerrechtlichen Kodifizierung, dass unbefestigte Städte nicht zu bombardieren seien, kam es erst während der Brüsseler Konferenz von 1874. Anlass war jedoch nicht die Bombardierung von Greytown, sondern die Bombardierung von Valparaíso durch die spanische Kriegsmarine.

## Belege

### Einzelbelege
1. ↑   Lemnitzer, S. 79
2. ↑  Ficha del Municipio: San Juan del Norte (Memento vom 8. Dezember 2014 im Internet Archive) (PDF; 21 kB)
3. ↑  New York Times, August 2, 1854: Destruction of San Juan. The President of the United States, in reply to resolutions heretofore adopted by both Houses (Memento vom 25. November 2018 im Internet Archive)
4. ↑  New York Times, September 15, 1860: The Greytown Bombardment – Responsibility of Navy Officers (PDF 127 KB)
5. ↑   Lemnitzer, S. 80
6. ↑   Lemnitz, S. 79
7. ↑   Lemnitzer, S. 84